# Riksangelägenhet
Riksangelägenhet är ett begrepp som kan ha olika innebörd i vardagsspråk och i olika officiella sammanhang.
En "polisiär riksangelägenhet" skiljer sig från "polisiär vardagshändelse" och "särskild polisiär händelse". Medan polisiära vardagshändelser är sådana som poliser kan hantera efter grundutbildningen, och särskild polisiär händelse avser omfattande evenemang eller brott mot den allmänna ordningen eller säkerheten, är en polisiär riksangelägenhet en typ av särskild polisiär händelse som antingen har riksomfattande karaktär eller internationell dimension eller berör viktiga samhällsintressen.
Det är Rikskriminalpolisen som genom nationella sambandskontoret och rikskommunikationscentralen håller beredskap vid riksangelägenheter, och vid sådana händelser ger service till myndigheter utanför polisväsendet. Rikskriminalpolisen är officiellt sektorsansvarig myndighet för Polisen, och ska samordna arbetet med krisberedskapen dels gentemot andra polismyndigeheter, dels gentemot andra myndigheter. Händelser som detta gäller innefattar naturkatastrofer, större olyckor och attentat. De polisiära uppgifterna innefattar vid sådana tillfällen exempelvis trafikreglering, utrymning av skadeplatsen och bevakning av densamma, eftersökning av personer som försvunnit, är chockerade, eller skadade, utreda brott, och söka gärningsmän.
Med riksangelägenhet kan också avses att något är offentligt ansvar. Sådana riksangelägenheter kan avse att staten ger stöd till enskilda näringar och det lokala, och inte bara det för hela riket allmänna.